# San-Pédro
San Pédro este un oraș din Coasta de Fildeș, pe malul Atlanticului. Este cel de-al doilea port ca importanță al țării și un important centru administrativ (reședința departamentului omonim și a regiunii Bas-Sassandra). Activitatea ecomomică se bazează pe pescuit, industria lianților (ciment) și turism.